# Guttenberger Wald
Guttenberger Wald är ett kommunfritt område i Landkreis Würzburg i Regierungsbezirk Unterfranken i förbundslandet Bayern i Tyskland.